# Lambert Kelchtermans
Lambert Kelchtermans (ur. 10 września 1929 w Peer, zm. 26 maja 2021 w Pelt) – belgijski i flamandzki polityk, związkowiec i samorządowiec, parlamentarzysta, w 1988 przewodniczący Senatu.

## Życiorys
Z wykształcenia pracownik społeczny, kształcił się w Sociale Hogeschool w Heverlee. Pracował w chrześcijańskiej organizacji związkowej. Był działaczem flamandzkich chadeków – Chrześcijańskiej Partii Ludowej. W 1961 został wybrany po raz pierwszy do Izby Reprezentantów, zasiadał w niej do 1985. W 1965 wszedł w skład miejskiej egzekutywy w Neerpelt, następnie w latach 1969–1994 pełnił funkcję burmistrza tej miejscowości. Od 1971 zasiadał w Cultuurraad, a od 1980 do 1991 w nowo powołanej Radzie Flamandzkiej. W 1985 i 1987 uzyskiwał mandat senatora, który wykonywał do 1991. Od tegoż roku do 1995 zasiadał w izbie wyższej jako senator dokooptowany. Od maja do października 1988 sprawował urząd przewodniczącego Senatu.